# Liste der spanischen Abgeordneten zum EU-Parlament (2009–2014)
Die Liste der spanischen Abgeordneten zum EU-Parlament (2009–2014) listet alle spanischen Mitglieder des 7. Europäischen Parlamentes nach der Europawahl in Spanien 2009 auf.

## Mandatsstärke der Parteien
| Parteien                                           | Fraktion | Mandate 1 |
| -------------------------------------------------- | -------- | --------- |
| Partido Socialista Obrero Español                  | S&D      | 21+2      |
| Partido Popular                                    | EVP      | 23+1      |
| Izquierda Unida                                    | GUE-NGL  | 01        |
| Unión Progreso y Democracia                        | NI       | 01        |
| Iniciativa per Catalunya Verds                     | G–EFA    | 01        |
| Convergència Democràtica de Catalunya              | ALDE     | 01        |
| Eusko Alderdi Jeltzalea-Partido Nacionalista Vasco | ALDE     | 01        |
| Unió Democràtica de Catalunya                      | EVP      | 00+1      |
| EdP-V 2                                            | G–EFA    | 01        |
| SUMME                                              |          | 54+4      |

## Abgeordnete
| Bild | Name                                  | geb. | Partei | Fraktion | Kommentar                                                                           |
| ---- | ------------------------------------- | ---- | ------ | -------- | ----------------------------------------------------------------------------------- |
|      | Magdalena Álvarez Arza                | 1952 | PSOE   | S&D      | Abgeordnete bis zum 15. Juli 2010                                                   |
|      | Josefa Andrés Barea                   | 1958 | PSOE   | S&D      |                                                                                     |
|      | Pablo Arias Echeverría                | 1970 | PP     | EVP      |                                                                                     |
|      | Inés Ayala Sender                     | 1957 | PSOE   | S&D      |                                                                                     |
|      | María del Pilar Ayuso González        | 1942 | PP     | EVP      |                                                                                     |
|      | Maria Badia i Cutchet                 | 1947 | PSC    | S&D      |                                                                                     |
|      | Izaskun Bilbao                        | 1961 | PNV    | ALDE     |                                                                                     |
|      | Alejandro Cercas Alonso               | 1949 | PSOE   | S&D      |                                                                                     |
|      | María Auxiliadora Correa Zamora       | 1972 | PP     | EVP      | am 13. Januar 2012 für Íñigo Méndez de Vigo Montojo nachgerückt                     |
|      | Ricardo Cortés Lastra                 | 1969 | PSOE   | S&D      |                                                                                     |
|      | Luis de Grandes Pascual               | 1947 | PP     | EVP      |                                                                                     |
|      | Pilar del Castillo                    | 1952 | PP     | EVP      |                                                                                     |
|      | Agustín Díaz de Mera García Consuegra | 1947 | PP     | EVP      |                                                                                     |
|      | Rosa Estaràs Ferragut                 | 1965 | PP     | EVP      |                                                                                     |
|      | Santiago Fisas Ayxelá                 | 1948 | PP     | EVP      |                                                                                     |
|      | Carmen Fraga Estévez                  | 1948 | PP     | EVP      |                                                                                     |
|      | Vicente Miguel Garcés Ramón           | 1946 | PSOE   | S&D      | am 1. Dezember 2011 bei der Erweiterung des Parlaments nachgerückt                  |
|      | Dolores García-Hierro Caraballo       | 1958 | PSOE   | S&D      | am 1. Dezember 2011 bei der Erweiterung des Parlaments nachgerückt                  |
|      | José Manuel García-Margallo Marfil    | 1944 | PP     | EVP      | Abgeordneter bis zum 20. Dezember 2011                                              |
|      | Iratxe García Pérez                   | 1974 | PSOE   | S&D      |                                                                                     |
|      | Eider Gardiazabal Rubial              | 1975 | PSOE   | S&D      |                                                                                     |
|      | Salvador Garriga Polledo              | 1957 | PP     | EVP      |                                                                                     |
|      | Enrique Guerrero Salom                | 1948 | PSOE   | S&D      |                                                                                     |
|      | Cristina Gutiérrez-Cortines Corral    | 1939 | PP     | EVP      |                                                                                     |
|      | Sergio Gutiérrez Prieto               | 1982 | PSOE   | S&D      | am 19. Juli 2010 für Magdalena Álvarez Arza nachgerückt                             |
|      | María Esther Herranz García           | 1969 | PP     | EVP      |                                                                                     |
|      | Iñaki Irazabalbeitia                  | 1957 | Aralar | G–EFA    | am 11. Juli 2013 für Ana Miranda Paz nachgerückt                                    |
|      | María Irigoyen Pérez                  | 1952 | PSOE   | S&D      | am 16. November 2010 für Ramón Jáuregui Atondo nachgerückt                          |
|      | Carlos Iturgaiz                       | 1965 | PP     | EVP      |                                                                                     |
|      | Ramón Jáuregui Atondo                 | 1948 | PSOE   | S&D      | Abgeordneter bis zum 20. Oktober 2010                                               |
|      | Teresa Jiménez-Becerril Barrio        | 1961 | PP     | EVP      |                                                                                     |
|      | Oriol Junqueras                       | 1969 | ERC    | G–EFA    | Abgeordneter bis zum 31. Dezember 2011                                              |
|      | Verónica Lope Fontagne                | 1952 | PP     | EVP      |                                                                                     |
|      | Juan Fernando López Aguilar           | 1961 | PSOE   | S&D      |                                                                                     |
|      | Antonio López-Istúriz White           | 1970 | PP     | EVP      |                                                                                     |
|      | Miguel Ángel Martínez Martínez        | 1940 | PSOE   | S&D      |                                                                                     |
|      | Antonio Masip Hidalgo                 | 1946 | PSOE   | S&D      |                                                                                     |
|      | Gabriel Mato Adrover                  | 1961 | PP     | EVP      |                                                                                     |
|      | Jaime Mayor Oreja                     | 1951 | PP     | EVP      |                                                                                     |
|      | Íñigo Méndez de Vigo Montojo          | 1956 | PP     | EVP      | Abgeordneter bis zum 22. Dezember 2011                                              |
|      | Emilio Menéndez del Valle             | 1945 | PSOE   | S&D      |                                                                                     |
|      | Willy Meyer Pleite                    | 1952 | IU     | GUE-NGL  |                                                                                     |
|      | Francisco Millán Mon                  | 1955 | PP     | EVP      |                                                                                     |
|      | Ana Miranda Paz                       | 1971 | BNG    | G–EFA    | nachgerückt am 1. Januar 2012 für Oriol Junqueras, Abgeordnete bis zum 9. Juli 2013 |
|      | María Muñiz de Urquiza                | 1962 | PSOE   | S&D      |                                                                                     |
|      | Juan Andrés Naranjo Escobar           | 1952 | PP     | EVP      | am 13. Januar 2012 für José Manuel García-Margallo Marfil nachgerückt               |
|      | Raimon Obiols i Germà                 | 1940 | PSC    | S&D      |                                                                                     |
|      | Eva Ortiz Vilella                     | 1975 | PP     | EVP      | am 1. Dezember 2011 bei der Erweiterung des Parlaments nachgerückt                  |
|      | Juan Andrés Perelló Rodríguez         | 1957 | PSOE   | S&D      |                                                                                     |
|      | Teresa Riera Madurell                 | 1950 | PSOE   | S&D      |                                                                                     |
|      | Carmen Romero López                   | 1946 | PSOE   | S&D      |                                                                                     |
|      | Raül Romeva i Rueda                   | 1971 | ICV    | G–EFA    |                                                                                     |
|      | José Ignacio Salafranca Sánchez-Neyra | 1955 | PP     | EVP      |                                                                                     |
|      | Antolín Sánchez Presedo               | 1955 | PSOE   | S&D      |                                                                                     |
|      | Salvador Sedó i Alabarta              | 1969 | UDC    | EVP      | am 1. Dezember 2011 bei der Erweiterung des Parlaments nachgerückt                  |
|      | Francisco Sosa Wagner                 | 1946 | UPYD   | NI       |                                                                                     |
|      | Ramon Tremosa i Balcells              | 1965 | CDC    | ALDE     |                                                                                     |
|      | Alejo Vidal-Quadras Roca              | 1945 | PP     | EVP      |                                                                                     |
|      | Luis Yáñez-Barnuevo García            | 1943 | PSOE   | S&D      |                                                                                     |
|      | Pablo Zalba Bidegain                  | 1975 | PP     | EVP      | Abgeordneter bis zum 17. November 2016                                              |